# Eflornithine
Eflornithine, được bán dưới tên thương mại là Vaniqa cùng với một số những tên khác, là một loại thuốc được sử dụng để điều trị bệnh trypanosomiasis châu Phi (bệnh ngủ) và mọc tóc quá mức trên khuôn mặt ở phụ nữ.  Cụ thể hơn thì thuốc này được sử dụng cho giai đoạn 2 của bệnh ngủ do Trypanosoma brucei gây nên và có thể được sử dụng phối hợp với nifurtimox. Chúng được sử dụng bằng cách tiêm hoặc bôi lên da.
Các tác dụng phụ thường gặp nếu dùng ở dạng bôi là phát ban, đỏ và đốt. Tác dụng phụ nếu dùng ở dạng tiêm có thể có như ức chế tủy xương, nôn mửa và co giật. Không rõ liệu thuốc có an toàn để sử dụng trong thời gian mang thai hoặc cho con bú không. Thuốc được khuyến cáo chỉ nên dùng cho trẻ em trên 12 tuổi.
Eflornithine được phát triển vào những năm 1970 và được đưa vào sử dụng y tế trong năm 1990. Nó nằm trong danh sách các thuốc thiết yếu của Tổ chức Y tế Thế giới, tức là nhóm các loại thuốc hiệu quả và an toàn nhất cần thiết trong một hệ thống y tế. Phiên bản thuốc gốc vẫn chưa có, tính đến năm 2015 tại Hoa Kỳ. Ở Hoa Kỳ, dạng tiêm có thể được lấy từ Trung tâm Kiểm soát và Phòng ngừa Dịch bệnh. Trong những năm 1990, chi phí cho một liệu trình điều trị ở châu Phi là 210 USD. Ở các khu vực có dịch bệnh hoành hành trên thế giới, eflornithine có thể được phân phát miễn phí bởi Tổ chức Y tế Thế giới.